# La Valse
La valse (česky: Valčík) je skladba od Maurice Ravela z roku 1920, nejčastěji uváděá ve verzi pro symfonický orchestr.

## Historie
Myšlenku zkomponovat skladbu evokující valčík pojal Ravel poprvé již v roce 1906, kdy o ní uvažoval jako o symfonické básni. Mělo se jednat o skladbu vyjadřující radost z tance a ze života vůbec; tehdy však svůj záměr nerealizoval. Vrátil se k němu až o řadu let později, po první světové válce, kdy jej o to požádal ruský choreograf Sergej Ďagilev, vedoucí tanečního souboru Ruský balet. V jeho představách měla hudba znázorňovat císařský dvůr kolem roku 1855, velký taneční sál osvětlený lustry a s vířícími mraky.
V prosinci roku 1919 Ravel začal komponovat La valse s podtitulkem Poème choreographique tj. taneční báseň. Současně vypracoval tři verze: pro klavír, pro dva klavíry a pro orchestr; práci dokončil v březnu 1920. Když byla skladba hotova, zahrál Ravel s dalším pianistou verzi pro dva klavíry objednavateli - Ďagilevovi, kromě něhož naslouchali i Igor Stravinskij a Francis Poulenc. Ďagilev ocenil hudební obsah skladby, prohlásil však, že se nejedná o balet. U Ravela tato reakce vyvolala silné rozčarování a vedla k jeho rozchodu s Ďagilevem. Tato událost pak předurčila La valse pro koncertní provedení.
Premiérové uvedení orchestrem Orchestre de Colonne se konalo 12. prosince 1920 pod taktovkou Camille Chevillarda. Teprve o devět let později, 23. května 1929, byla skladba provedena v baletním provedení v pařížské Opeře. V choreografii Bronislavy Nižinské tančil soubor, jehož ústřední pár vytvořili Anatol Vilžak a Ida Rubinsteinová, která krátce předtím tančila také hlavní roli při premiéře Ravelova Bolera.

## Hudba
Skladba je jednovětá, psaná v tříčtvrťovém metru. Začíná melodií v hlubokých polohách, pravidelný rytmus je místy přerušován. Teprve postupně se vynořují jednotlivé melodické hudební motivy vyjadřující tanec. Ty jsou však náhle ve forte přerušovány částečně disharmonickou melodií; zde se odrážejí Ravelovy dojmy z nedávno skončené první světové války. Tempo občas zvolňuje v pasážích s melancholickým laděním. V samém závěru hudba přechází do forte, tempo se zrychluje a skladba končí ve fortissimu disharmonickými akordy evokujícími konec válečného konfliktu a zánik starého uspořádání světa.
Délka skladby je přibližně 13 minut.